# Bruno Schnakenberg
Bruno Schnakenberg (* 6. Juni 1922 in Bremen-Grohn; † 17. März 2013 in Bremen) war ein deutscher Gewerkschafter, Politiker (SPD) und Mitglied der Bremischen Bürgerschaft.

## Biografie

### Ausbildung, Beruf und Familie
Schnakenberg lernte als Dreher beim Bremer Vulkan. Im Zweiten Weltkrieg diente er als Soldat bei der Marine und war an verschiedenen Orten in Europa (Griechenland, Skandinavien). Nach dem Krieg ging er zu Fuß von Kiel zurück in seine Heimat Grohn. Er arbeitete daraufhin im Camp Grohn der amerikanischen Besatzer und war für Transporte zuständig. Danach arbeitete er in seinem Beruf. Er trat in die Gewerkschaft ein und war dort über 65 Jahre Mitglied, seit 1954 Gewerkschaftssekretär und von 1971 bis 1983 Geschäftsführer der Verwaltungsstelle Bremen der IG Chemie-Papier-Keramik (heute: IG Bergbau, Chemie, Energie). 
Er war über 60 Jahre lang mit Hildegard Schnakenberg (geb. Heinz) verheiratet. Beide haben eine Tochter und einen Sohn sowie vier Enkelkinder.

### Politik
Schnakenberg war seit 1954 Mitglied in der SPD in Bremen und in seinem Ortsverein in Vegesack in verschiedenen Funktionen u. a. als Ortsvereinsvorsitzender sowie als Sprecher der Nordbremer SPD-Ortsvereine aktiv.
Er war vor 1963 Mitglied im Beirat von Vegesack. Von 1963 bis 1975 war er 12 Jahre lang Mitglied der Bremischen Bürgerschaft und u. a. in den Deputationen für Arbeit, für Gesundheitswesen und für Sport sowie im Petitionsausschuss der Bürgerschaft tätig. 

### Weitere Mitgliedschaften
Er war Vorstandsmitglied der Arbeiterkammer Bremen und im Vorstand der AOK Bremen/Bremerhaven.
Er gehörte von 1974 bis 1986 dem Vorstand Landesversicherungsanstalt LVA Oldenburg/Bremen an und war ab 1986 alternierend Vorstandsvorsitzender der heutigen Deutschen Rentenversicherung Oldenburg-Bremen. Er war als Landesarbeits- sowie Landessozialrichter aktiv. 
Seit 1967 war er Mitglied und später stellvertretender Kreisvorsitzender der Arbeiterwohlfahrt (AWO) in Vegesack.

## Ehrungen
- Er war Träger des Bundesverdienstkreuzes 1. Klasse.
- Er wurde Ehrenvorsitzender der Arbeiterwohlfahrt Vegesack.